# 瓦劳尔尧
瓦劳尔尧，是匈牙利托尔瑙州所辖的一个村，总面积21.13平方公里，总人口888，人口密度42.0人/平方公里（2010年1月1日）。